# Tramvaj do stanice Marge
Tramvaj do stanice Marge (v anglickém originále A Streetcar Named Marge) je 2. díl 4. řady (celkem 61.) amerického animovaného seriálu Simpsonovi. Scénář napsal Jeff Martin a díl režíroval Rich Moore. V USA měl premiéru dne 1. října 1992 na stanici Fox Broadcasting Company a v Česku byl poprvé vysílán 1. dubna 1994 na stanici ČT1.

## Děj
Zatímco Homer, Bart a Líza sledují v televizi soutěž krásy, Marge oznámí, že se chystá na konkurz do místního muzikálu Tramvaj do stanice Touha. Vysvětlí, že se chce seznámit s novými lidmi, protože obvykle tráví celé dny péčí o Maggie. Rodina ji ale ignoruje a ona odchází na konkurz s pocitem, že ji Homer nedoceňuje. 
Muzikál Oh, Streetcar! režíruje Llewellyn Sinclair. Poté, co je Ned obsazen do role Stanleyho Kowalského, se Marge účastní konkurzu na Blanche DuBoisovou. Llewellyn Marge okamžitě odmítne s vysvětlením, že Blanche má být „křehká květinka, po které šlape neotesaný hulvát“. Když však sklíčená Marge volá domů a přijímá Homerovu objednávku večeře, Llewellyn si uvědomí, že je pro roli ideální. 
Druhý den Maggie ruší, když ji Marge přivede na zkoušku, a tak Llewellyn řekne Marge, aby dítě zapsala do Mateřské školky Ayn Randové, kterou vede jeho sestra paní Sinclairová, jež Maggie okamžitě zabaví dudlík. Maggie a ostatní děti se později zapojí do pokusu získat dudlík zpět, ale paní Sinclairová jejich snahu zmaří a pošle Maggie do ohrádky. 
Při zkoušce se Marge potýká se scénou, v níž má Blanche rozbít skleněnou láhev a napadnout Stanleyho, ale nedokáže v sobě vzbudit dostatek hněvu vůči Stanleymu, aby láhev rozbila. Po návratu domů Marge požádá Homera, aby jí pomohl naučit se text, ale Homer nemá zájem. Den před představením Marge a Ned opět nacvičují scénu s lahví, když Homer přijede odvézt Marge domů. Homer opakovaně přerušuje zkoušku. Při představě, že Stanley je Homer, Marge nakonec rozbije láhev a vrhne se na Neda. 
Druhý den ve školce se Maggie opět pokouší získat zpět svůj dudlík. S pomocí svých kamarádek a podle složitého plánu se jí to podaří a divoce rozdá dudlíky všem malým dětem. Homer ji získá zpět a jde se svými dětmi navštívit muzikál. Když má představení začít, režisér naposledy povzbuzuje herce a převezme Ottovu roli. Homer okamžitě propadne nudě, ale vzpamatuje se, když se na jevišti objeví Marge. Zatímco se Homer pomalu dozvídá děj představení, zdá se mu smutný. Na konci muzikálu se Marge dočká vřelé reakce publika, ale ta si Homerův smutek mylně vyloží jako nudu. Konfrontuje ho s frustrací a nepřátelstvím, ale Homer jí dokáže vysvětlit, že ho hra skutečně dojala. Soucítí s Blancheinou situací a spolu s ní si uvědomuje i Marginy pocity. Vyjádří svůj úmysl být manželem, kterého si zaslouží – někým, kdo ji bude v životě milovat – ne jako Stanley, který svou ženu zanedbává a špatně s ní zachází. Marge si uvědomí, že Homer muzikál opravdu sledoval, a oba šťastně odcházejí z divadla.

## Produkce

### Scénář a hudba
Tramvaj do stanice Marge vznikla asi dva roky před jejím odvysíláním v televizi. Jeff Martin nejprve navrhl, aby Homer hrál v divadelní inscenaci 1776; producent James L. Brooks pak navrhl, že by Marge mohla hrát Blanche DuBoisovou v Tramvaji do stanice Touha. Brooks viděl, že vztah Marge k Homerovi je podobný vztahu Blanche ke Stanleymu, a chtěl tuto skutečnost využít k vybudování emocionálního oblouku epizody. Pozůstalí po Tennesseem Williamsovi nedovolili seriálu použít velké úryvky ze skutečné hry, protože dílo bylo chráněno autorskými právy, nicméně právník společnosti Fox Anatole Klebanow řekl, že původní písně založené na hře jsou přijatelné. Podle producenta Mikea Reisse Klebanow dokonce slíbil, že „se s případem obrátí na nejvyšší soud, aby epizoda byla odvysílána“. Martin později vysvětlil, že písně sice udělaly epizodu vtipnější, ale také ztížily její napsání.
Podzápletka Maggie byla přítomna v Martinově nadhozu dílu, hudbou v pasáži je pochodové téma Elmera Bernsteina z filmu Velký útěk. Práva na partituru si zajistil skladatel Simpsonových Alf Clausen spolu s původními orchestrálními schématy. Velký útěk byl Martinův oblíbený film z dětství a podle jeho slov „bylo tak vzrušující a strhující“ slyšet hudbu v podání studiového orchestru Simpsonových.

### Animace
Tramvaj do stanice Marge představovala pro režiséry animace seriálu výzvu. Epizoda obsahuje mnoho dlouhých scén, zejména během třetího a závěrečného dějství, které zahrnuje konec podzápletky s Maggie a představení muzikálu. Několik scén vyžadovalo, aby animátoři nakreslili desítky postav v pozadí. Rich Moore, hlavní režisér, se zpočátku obával, že díl nebude dokončen včas. David Silverman, dohlížející režisér, měl také pochybnosti; podle Martina Moore poslal zpět kreslený snímek, na kterém četl scénář s vytřeštěnýma očima a pokleslou čelistí. Producent Al Jean řekl, že Moore se mohl „upracovat k smrti“, aby vytvořil nejpropracovanější části dílu.
Řada scén, které se objevily ve storyboardu a animatiku, byla v konečné verzi epizody přeuspořádána nebo zcela vypuštěna. Například velká část podzápletky s Maggie byla před odvysíláním epizody upravena. Scéna, v níž děti zamknou paní Sinclairovou v její kanceláři, v konečné verzi epizody chybí.
Jednalo se o poslední epizodu seriálu, kterou animovala společnost Klasky Csupo. 

### Dabing
V epizodě propůjčili své hlasy všichni hlavní dabéři seriálu, spolu s častými dabéry Maggie Roswellovou a Philem Hartmanem. Menší mluvenou roli měla také asistentka producenta Lona Williamsová.
Komik Jon Lovitz, jenž daboval Llewellyna Sinclaira a paní Sinclairovou, se v Simpsonových objevil počtvrté; předtím namluvil postavy v dílech Takoví jsme byli, Síla talentu a Homerova definice. Lovitz později spolupracoval s Alem Jeanem a Mikem Reissem v animovaném sitcomu Kritik a do Simpsonových se vrátil v dílech Zrodila se hvězda, Hurikán Ned, Napůl slušný návrh, Hádej, kdo přijde na večeři a Homerazzi. V roce 2006 byl Lovitz časopisem IGN označen za osmou nejlepší hostující hvězdu Simpsonových.

## Kulturní odkazy
Ačkoli muzikál Oh, Streetcar! vychází z Tramvaje do stanice Touha, jeho název odkazuje na divadelní revue Oh! Calcutta! Kromě Blanche a Stanleyho se v Oh, Streetcar! objevují postavy z Tramvaje do stanice Touha: Stella (hraje ji Helena Lovejoyová), mladý sběratel (hraje ho Apu Nahasapímapetilon), Mitch (hraje ho Lionel Hutz), doktor (hraje ho šéf Wiggum), Steve (hraje ho Jasper Beardsley) a Pablo (původně ho hrál Otto Mann, ale před oponou ho převzal Llewellyn). Závěrečná píseň muzikálu, „Kindness of Strangers“, je odkazem na poslední větu Blanche v původní hře: „Vždycky jsem byla závislá na laskavosti cizích lidí.“. Píseň má však velmi veselý tón a záměrně postrádá pointu Blancheiny věty, kterou dramatik Tennessee Williams míní jako ironickou.
Epizoda obsahuje několik odkazů na romány Ayn Randové a objektivistickou filozofii. Maggiina školka se jmenuje Mateřská školka Ayn Randové a paní Sinclairovou můžeme vidět, jak čte knihu s názvem The Fountainhead Diet, což je odkaz na román Randové The Fountainhead. Na stěně školky je plakát s nápisem „Pomáhat je marné“, což je narážka na Randovou a její odmítání etické doktríny altruismu. Na další nástěnné ceduli je napsáno „A je A“, zákon identity, který hraje ústřední roli v Randové románu Atlas Shrugged. Mateřská školka Ayn Randové je opět k vidění v krátkém filmu Simpsonovi: Maggie zasahuje z roku 2012.
V podtitulu Maggie je použita hudební složka filmu Velký útěk a obsahuje několik dalších narážek na tento film. V jednu chvíli paní Sinclairová potrestá Maggie tím, že ji pošle do ohrádky zvané „bedna“, což je hříčka se samotkou zvanou „chladírna“ z filmu z roku 1963. Maggie dokonce odráží míč od stěny ohrádky, stejně jako to dělá postava Steva McQueena Virgil Hilts v průběhu celého filmu, když je ve vězení.
Ve scéně, kdy Homer, Bart a Líza vyzvedávají Maggie ze školky, jsou děti rozesety po celé budově, zírají na rodinu a tiše cucají dudlíky. Jedná se o parodii na závěrečný záběr filmu Alfreda Hitchcocka Ptáci. Kreslená verze Hitchcocka je vidět, jak venčí své psy kolem školky, což je odkaz na jeho vlastní cameo vystoupení ve filmu. Epizoda také obsahuje narážku na operní scénu ve filmu Občan Kane, ve které si Homer hraje se skartovaným hracím lístkem, sleduje svou ženu v muzikálu.

## Přijetí
V původním vysílání skončila Tramvaj do stanice Marge v týdnu od 27. září do 4. října 1992 na 32. místě v žebříčku sledovanosti s ratingem Nielsenu 11,8, což odpovídá přibližně 11,0 milionům domácností. Byl to druhý nejlépe hodnocený pořad na stanici Fox v tomto týdnu, hned po seriálu Ženatý se závazky.
Všechny písně z Tramvaje do stanice Marge vyšly na albu Songs in the Key of Springfield vydavatelství Rhino Records v roce 1997. Epizoda byla v roce 1999 zařazena do VHS sady The Simpsons Go Hollywood a v roce 2004 vydána na DVD jako součást The Simpsons Complete Fourth Season. Jon Lovitz se spolu s Mattem Groeningem, Alem Jeanem, Mikem Reissem, Jeffem Martinem a Hankem Azariou podílel na audiokomentáři k DVD.
Od svého odvysílání získal díl velmi pozitivní hodnocení od fanoušků i televizních kritiků. Michael Moran z The Times zařadil epizodu jako sedmou nejlepší v historii pořadu. Dalton Ross z Entertainment Weekly ji pochválil jako „vůbec nejlepší muzikálový díl seriálu“. Dave Kehr z The New York Times díl označil za „brilantní (…) parodii na broadwayské muzikály, která by měla být povinnou podívanou pro každého diváka Tonyho“. Kevin Williamson z kanadského Online Exploreru v seznamu svých oblíbených epizod dodal: „Co se týče dokonalých evokací komunitního divadla, tento díl překonává Čekání na Guffmana.“. V roce 2019 díl časopis Consequence zařadil na čtvrté místo svého seznamu 30 nejlepších epizod Simpsonových.
Tvůrce seriálu Matt Groening díl uvedl jako jeden ze svých nejoblíbenějších, přičemž dílčí zápletku označil za „Maggiin nejlepší moment“. Budoucí hostující hvězda Simpsonových Trey Anastasio řekla, že epizoda „byla možná nejlepší televizní show všech dob“. Výkonný producent James L. Brooks díl také uvedl jako jeden ze svých nejoblíbenějších, když řekl, že „ukázal, že můžeme jít do oblastí, o kterých si nikdo nemyslel, že bychom do nich mohli jít“. Po vydání epizody se Groeningovi ozvala Společnost Ayn Randové, že je ohromila narážkami na Randovou. Ptali se ho také, zda si z nich seriál nedělá legraci.
V roce 1993 byly díly Tramvaj do stanice Marge a Pan Pluhař navrženy na cenu Primetime Emmy za vynikající komediální seriál. Před touto řadou mohl seriál soutěžit pouze v kategorii vynikající animovaný pořad, ale na začátku roku 1993 byla pravidla změněna tak, že animované televizní pořady mohly předkládat nominace na vynikající komediální seriál. Hlasující na Emmy však váhali, zda postavit kreslené pořady proti hraným, a Simpsonovi nominaci nezískali. V následující řadě štáb Simpsonových navrhl díly do kategorie vynikající komediální seriál, ale ty opět nebyly nominovány. Od té doby seriál navrhuje epizody v kategorii animovaných seriálů a sedmkrát zvítězil.

### Kontroverze
Muzikál v rámci epizody obsahuje kontroverzní píseň, která zobrazuje New Orleans, jenž existoval v době, kdy se Tramvaj do stanice Touha odehrávala, a mimo jiné se v ní o městě mluví jako o „domově pirátů, opilců a děvek“. Jeff Martin, scenárista epizody, zamýšlel, že píseň bude parodií na píseň z muzikálu Sweeney Todd, který se nelichotivě vyjadřuje o Londýně viktoriánské éry. Al Jean později vysvětlil, že dvě cajunské postavy měly znechuceně odejít z divadla, ale žádný z dabérů nedokázal poskytnout přesvědčivý cajunský přízvuk. Raná verze scény je k vidění na DVD boxsetu.
Před premiérou čtvrté řady zaslali producenti dvě epizody kritikům – díly Vzhůru na prázdniny a Tramvaj do stanice Marge. Jeden neworleanský kritik zhlédl Tramvaj do stanice Marge a před odvysíláním epizody zveřejnil ve svých novinách text písně. Mnozí čtenáři si text písně vyložili jako vytržený z kontextu a neworleanská pobočka televize WNOL-TV (tehdy vlastněná hudebníkem Quincy Jonesem) obdržela v den odvysílání epizody asi sto stížností. Několik místních rozhlasových stanic v reakci na píseň uspořádalo protestní vysílání.
Na naléhání WNOL-TV vydal prezident společnosti Fox Jamie Kellner dne 1. října 1992 prohlášení: 
| „ | Dozvěděli jsme se, že komediální píseň o New Orleans v dnešní epizodě seriálu Simpsonovi urazila některé obyvatele a představitele města. Diváci, kteří epizodu zhlédnou, si uvědomí, že píseň je ve skutečnosti parodií na úvodní čísla nesčetných broadwayských muzikálů, která mají připravit půdu pro následující příběh. To je jediný účel této písně. Je nám líto, že píseň vytržená z kontextu způsobila pohoršení. To rozhodně nebylo záměrem produkčního štábu seriálu Simpsonovi ani společnosti Fox Broadcasting Company. | “ |

Producenti Simpsonových přispěchali s tabulovým gagem pro díl Homer kacířem, který se vysílal týden po dílu Tramvaj do stanice Marge. Bylo na něm napsáno: „Už nikdy nebudu nadávat na New Orleans.“. Tímto gagem se snažili omluvit za píseň a snad i ukončit kontroverzi. „Neuvědomili jsme si, že se lidé tak naštvou,“ řekl Al Jean, „byla to ta nejlepší omluva, kterou jsme mohli vymyslet v osmi nebo méně slovech.“ Záležitost rychle pominula, a osoba v kostýmu Barta Simpsona dokonce sloužila jako velký maršál Krewe of Tucks na neworleanském masopustu v roce 1993.
Další kontroverze vyvolala epizoda v září 2005, kdy se britská stanice Channel 4 rozhodla odvysílat epizodu týden poté, co New Orleans zasáhl hurikán Katrina. S argumentem, že díl byl vzhledem k nedávným událostem necitlivou volbou, podalo několik diváků stížnost u Ofcomu. O dva dny později se Channel 4 ve vysílání omluvil a přímo kontaktoval všechny, kteří si stěžovali. Channel 4 sice epizodu promítl kvůli urážlivému obsahu, ale recenze se zaměřily na hlavní obsah epizody a píseň nebyla považována za klíčovou součást děje. Channel 4 přislíbil, že aktualizuje svůj recenzní proces, aby zajistil, že k podobným incidentům nebude docházet.